# Douglas Range
Douglas Range är en bergskedja i Antarktis. Den ligger i Västantarktis. Argentina, Chile och Storbritannien gör anspråk på området.
Douglas Range sträcker sig 148 kilometer i nord-sydlig riktning. Den högsta toppen är Mount Stephenson, 2 985 meter över havet.
Topografiskt ingår följande toppar i Douglas Range:
- Mount Alfred
- Mount Edred
- Mount Egbert
- Emerald Nunatak
- Mount Ethelred
- Mount Ethelwulf
- Mount Huckle
- Mount King
- Mount Spivey
- Mount Stephenson
- Mount Tilley